# Шапша (Ленинградская область)
Шапша — деревня в Янегском сельском поселении Лодейнопольского района Ленинградской области.

## История
ШАПША (ШАПША БОЛЬШАЯ) — деревня при реке Шапше, число дворов — 28, число жителей: 70 м. п., 65 ж. п.; Часовня православная . (1879 год)

БОЛЬШАЯ ШАПША — деревня при реке Шапше, население крестьянское: домов — 39, семей — 39, мужчин — 90, женщин — 103, всего — 193; некрестьянское: нет; лошадей — 29, коров — 65, прочего — 71. Школа. 

МАЛАЯ ШАПША (ИЛЬИНА ГОРА) — деревня при реке Шапше, население крестьянское: домов — 4, семей — 4, мужчин — 5, женщин — 8, всего — 13; некрестьянское: нет; лошадей — 2, коров — 5, прочего — 7. (1905 год) 

В конце XIX — начале XX века деревня административно относилась к Шапшинской волости 1-го стана Лодейнопольского уезда Олонецкой губернии.
С 1917 по 1922 год деревня входила в состав Шапшинского сельсовета Шапшинской волости Лодейнопольского уезда Олонецкой губернии.
С 1922 года в составе Ленинградской губернии.
С 1927 года в составе Оятского района. В 1927 году население деревни составляло 100 человек.
Согласно карте Ленинградской области Северо-западного аэрогеодезического треста ГГУ издания 1932 года деревня насчитывала 22 крестьянских двора. В деревне располагалось почтовое отделение.
По данным 1933 года деревня Шапша являлась административным центром Шапшинского сельсовета Оятского района, в который входили 5 населённых пунктов: деревни Аготева Гора, Койжема, Кукас, Шапша, Юбиничи, общей численностью населения 875 человек.
По данным 1936 года в состав Шапшинского сельсовета входили 6 населённых пунктов, 169 хозяйств и 4 колхоза.

Деревня Шапша на карте РККА 1940 года

С 1955 года в составе Первомайского сельсовета Лодейнопольского района.
По данным 1966 и 1973 годов деревня Шапша также входила в состав Шапшинского сельсовета и являлась его административным центром.
По данным 1990 года деревня Шапша входила в состав Имоченского сельсовета.
В 1997 году в деревне Шапша Имоченской волости проживали 65 человек, в 2002 году — 58 человек (русские — 95 %).
В 2007 году в деревне Шапша Янегского СП проживали 57, в 2010 году — 36 человек.

## География
Деревня расположена в северо-восточной части района на автодороге 41К-639 (Комбаково — Шапша — Печеницы).
Расстояние до административного центра поселения — 33 км. Расстояние до районного центра — 50 км.
Расстояние до ближайшей железнодорожной станции Лодейное Поле — 50 км.
Деревня находится на правом берегу реки Шапша.

## Демография
| 1879 | 1905 | 1927 | 1997 | 2007 | 2010 | 2014 |
| ---- | ---- | ---- | ---- | ---- | ---- | ---- |
| 135  | ↘116 | ↘100 | ↘65  | ↘57  | ↘36  | ↗59  |
| 2017 |      |      |      |      |      |      |
| ↘56  |      |      |      |      |      |      |

### Национальный состав
Согласно данным Всероссийской переписи населения 2021 года в деревне проживали 13 человек, из них:
 русские — 10, белорусы — 1, остальные национальность не указали.